# Servicio de Vigilancia Aérea de Costa Rica
Servicio de Vigilancia Aérea de Costa Rica (SVA) es una Dirección adscrita al Ministerio de Gobernación, Policía y Seguridad Pública de Costa Rica, encargada de la Seguridad y Vigilancia aérea del territorio de este país. Esta institución es un ente gubernamental civil y no militar, ya que Costa Rica no posee instituciones castrenses desde 1949, año en que se abolió el ejército de esta nación centroamericana.

## Historia
Costa Rica es una de las democracias más antiguas de la región. Abolió su ejército el primero de diciembre de 1949, justo después de finalizada una revolución que reformó las estructuras del país. A partir de allí, la seguridad interna quedó a cargo de una Guardia Civil que, con el pasar de los años, se transformó en lo que es ahora, la Fuerza Pública, la cual está bajo el mando del Ministerio de Seguridad Pública y que está compuesta por varias direcciones: Fuerza Pública, Policía Antidrogas, Servicio Nacional de Guardacostas, Escuela Nacional de Policía, Reserva de la Fuerza Pública y obviamente, el Servicio de Vigilancia Aérea, digno sucesor de la Fuerza Aérea costarricense que en 1948 tuvo un Lightning P38 y en 1955 contaba con 4 aviones Mustang P51. En 1958 fue creada la Sección Aérea con un Cessna 180 para el traslado de funcionarios de gobierno y en 1962 adquirió tres Cessna 185. Después en 1970 incorporó un helicóptero para uso presidencial. Fue en 1994 renombrada como Dirección del Servicio de Vigilancia Aérea, contando a la fecha con poco más de 15 aeronaves, la mayoría de ellas decomisadas al narcotráfico.

## Estructura
La organización está formada por un grupo de funcionarios públicos cuya misión es garantizar, bajo la ley, el ordenamiento jurídico. Vigilan los cielos costarricenses, realizan misiones de rescate, vuelos ambulancia, vigilancia y operativos antidrogas en mar y tierra.

## Misión
Brindar apoyo aéreo en acciones de seguridad realizadas por los cuerpos policiales, en misiones humanitarias, traslados de funcionarios; otorgar seguridad y vigilancia en los aeropuertos del país para proteger a ciudadanos nacionales y extranjeros.

## Aeronaves

### Aviones
| Aeronave                             | Fotografía | Estado                            | Origen         | Fabricante          | Unidades |
| ------------------------------------ | ---------- | --------------------------------- | -------------- | ------------------- | -------- |
| Cessna 208 Caravan                   |            | Activo                            | Estados Unidos | Cessna              | 1        |
| Beechcraft King Air 250              |            | Activo                            | Estados Unidos | Beechcraft          | 1        |
| Beechcraft F90-1 King Air            |            | Activo                            | Estados Unidos | Beechcraft          | 1        |
| Harbin Y-12E                         |            | Retirado del servicio             | China          | HAMC                | 2        |
| de Havilland Canada DHC-4 Caribou    |            | Retirado del servicio             | Canadá         | de Havilland Canada | 1        |
| de Havilland Canada Dash 7           |            | Retirado del servicio             | Canadá         | de Havilland Canada | 1        |
| Cessna 180                           |            | Retirado del servicio             | Estados Unidos | Cessna              | 1        |
| Cessna 182A Skylane                  |            | Retirado del servicio             | Estados Unidos | Cessna              | 1        |
| Cessna 205 / 206 / 207               |            | Retirado del servicio             | Estados Unidos | Cessna              | 4        |
| Piper PA-31 Navajo Chieftain         |            | Retirado del servicio             | Estados Unidos | Piper Aircraft      | 1        |
| Piper PA-31 Navajo Colemille Panther |            | Retirado del servicio             | Estados Unidos | Piper Aircraft      | 1        |
| Piper PA-34-200T Seneca III          |            | Activo 1- Retirado del servicio 1 | Estados Unidos | Piper Aircraft      | 2        |
| Piper PA-23 Aztec                    |            | Retirado del servicio             | Estados Unidos | Piper Aircraft      | 1        |
| Beechcraft Baron                     |            | Retirado del servicio             | Estados Unidos | Beechcraft          | 1        |
| Aero Commander 500                   |            | Retirado del servicio             | Estados Unidos | Aero Commander      | 1        |
| Beechcraft Modelo 18                 |            | Retirado del servicio             | Estados Unidos | Beechcraft          | 1        |

### Helicópteros
| Aeronave                 | Fotografía | Estado | Origen         | Fabricante     | Unidades |
| ------------------------ | ---------- | ------ | -------------- | -------------- | -------- |
| Bell UH-1ST              |            | Activo | Estados Unidos | Bell Textron   | 4        |
| McDonnell Douglas MD600N |            | Activo | Estados Unidos | MD Helicopters | 2        |
| McDonnell Douglas MD500  |            | Activo | Estados Unidos | MD Helicopters | 1        |